# Dangiang (Banjarwangi)
Dangiang is een bestuurslaag in het regentschap Garut van de provincie West-Java, Indonesië. Dangiang telt 3534 inwoners (volkstelling 2010).